# Sperma

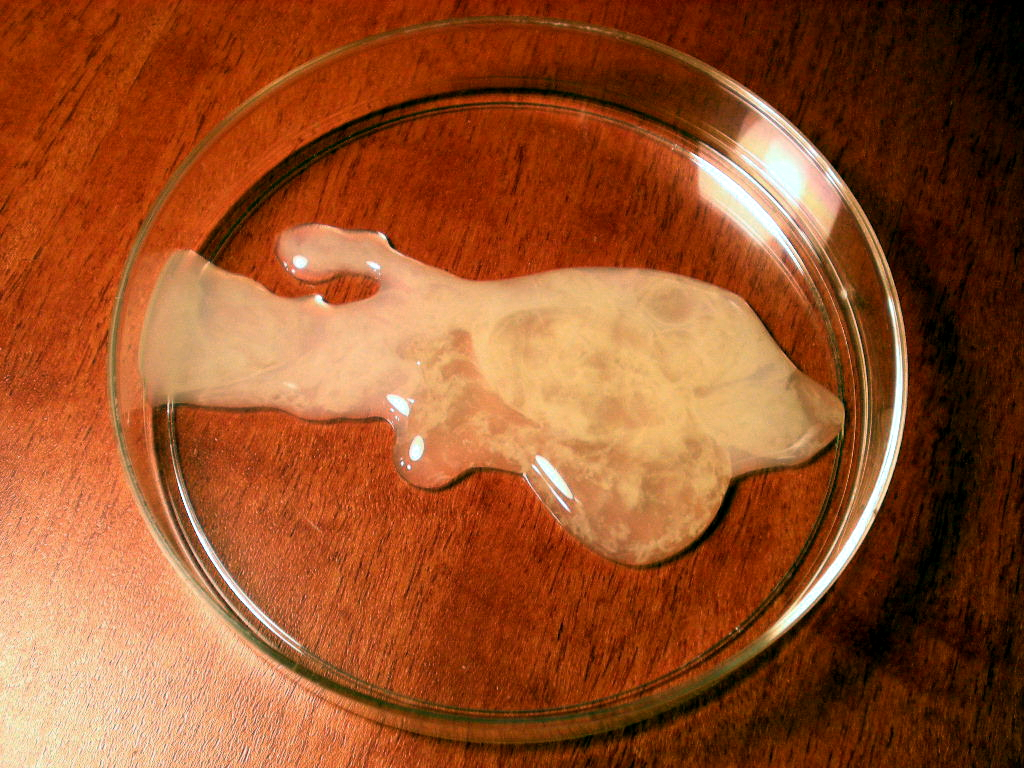
Ludzka sperma na szalce Petriego.

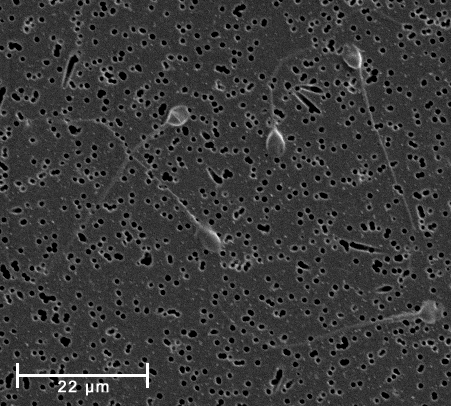
Plemniki, w tym przypadku ludzkie, są podstawowym składnikiem normalnego nasienia i czynnikami zapłodnienia żeńskich komórek jajowych.

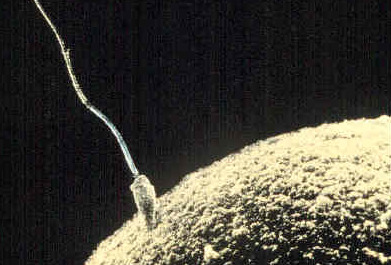
Plemnik – kluczowy element spermy, podczas wnikania w komórkę jajową.

Sperma, nasienie – płynna wydzielina, na którą składają się produkty jąder, pęcherzyków nasiennych, najądrzy, gruczołów opuszkowo-cewkowych oraz gruczołu krokowego. Jest wyrzucana przez cewkę moczową podczas ejakulacji (wytrysku). Ma barwę bliską kolorowi mleka. Normalny ejakulat ma odczyn słabo zasadowy (u człowieka pH 7,2), umożliwia to ruchliwość plemnikom, które w środowisku kwaśnym (takim jak występujące w pochwie) byłyby nieruchliwe. Dokładna wartość pH u samców różnych zwierząt jest podobna, jednak gatunkowo zmienna; przykładowo u psów jest to 6,6–6,8 pH, u knura 7,2–7,9 pH. Skład chemiczny spermy zależy w pewnym stopniu od odżywiania.
W spermie znajdują się gamety męskie – plemniki, które wprowadzone do pochwy podczas stosunku płciowego mogą doprowadzić do zapłodnienia.
Dzięki zdolności do aktywnego ruchu plemniki dążą do jajowodu i tam łączą się z komórką jajową. Tylko jeden plemnik może to uczynić, gdyż komórka jajowa po wniknięciu do niej plemnika wytwarza osłonkę zapobiegającą polispermii. Ilość spermy wyrzucana przez ludzki organizm w trakcie jednej ejakulacji to z reguły około 4 do 6 mililitrów. W jednej porcji spermy może znajdować się do 500 milionów plemników.
W skład spermy wchodzą takie związki jak: putrescyna, spermina, spermidyna i kadaweryna (odpowiedzialne za zapach i smak spermy), witamina C, prostaglandyny, lipidy, aminokwasy, enzymy, hormony steroidowe, witamina B12, fruktoza, cholesterol, mocznik, cynk, potas, wapń, magnez, selen.

## Banki spermy
Oddawanie i przechowywanie nasienia nie byłoby możliwe, gdyby nie zaawansowane metody jego konserwacji. Zastosowano pierwotnie zamrażanie próbki. Pierwsze eksperymenty w tej dziedzinie przeprowadzono na przełomie lat 40. i 50. XX wieku. Od początku problemem było przywrócenie plemnikom ich właściwości po rozmrożeniu. Ruchliwość odzyskiwało zaledwie 0,1% komórek – za mało, by doszło do zapłodnienia.
Dopiero zastosowanie glicerolu (gęstego alkoholu używanego przy produkcji mydeł) spowodowało, że nasienie nadawało się do wykorzystania nawet po dłuższym okresie przechowywania. Współcześnie przy kriokonserwacji używa się medium zwanego GEYC. Oprócz glicerolu w jego skład wchodzi kwas cytrynowy i żółtko jaja kurzego. Dzięki tym prostym i tanim substancjom proces mrożenia przeżywa 30–60% plemników, nawet po kilkunastu latach przechowywania.
Pierwszy bank spermy założono w 1973 roku we francuskim szpitalu Le Kremlin-Bicetre. To właśnie we Francji takie techniki leczenia niepłodności były stosowane najwcześniej. W 1981 powstała tu Federacja Centrów Badań i Konserwacji Ludzkiego Nasienia, która pod koniec lat 80. zrzeszała ponad 20 klinik. Do dziś dzięki wysiłkom organizacji urodziło się ponad 30 tysięcy dzieci. Francja wciąż jest w światowej czołówce.

## Nasienie w kosmetyce
Stosowanie męskiego nasienia jako naturalnego kremu na twarz polecała m.in. redaktor naczelna Cosmopolitan, Helen Gurley Brown.